# Basen Północnoaustralijski
Basen Północnoaustralijski – basen oceaniczny Oceanu Indyjskiego, położony w jego wschodniej części, pomiędzy Indonezją i Australią, od zachodu łączy się z Basenem Zachodnioaustralijskim.